# Mein Teil
A Mein Teil az első kislemez a német Rammstein együttes negyedik stúdióalbumáról. Jelentése "Az én részem", de a német szlengben a Teil szó használatos a péniszre is.
A dalt  Armin Meiwes és Bernd Jürgen Armando hírhedt kannibál-esete inspirálta.
A basszusgitáros Oliver Riedel szerint a dal a következőképp született:
"Egyikünk egy újságot hozott be próbára, amiben benne volt ez a kannibálos történet is. Egyszerre bűvölt el, sokkolt, és döbbentett meg minket az eset."
Az énekes Till Lindemann szerint "olyan beteg egy sztori ez, hogy egyszerűen kellett írnunk róla egy dalt."
Németországban ellentétes vélemények alakultak ki a Mein Teilről. A média ráragasztotta a „Kannibalensong”- Kannibálnóta nevet, ami csak segített a kislemeznek elérni a második helyet a német slágerlistákon.
A szám elején egy idézet hallható: "Suche gut gebauten 18-30 jährigen zum Schlachten – Der Metzgermeister" (Keresek jó felépítesű 18-30 évközöttit lemészárolni – A mészárosmester) Ez egy eredeti idézet Armin Meiwes internetes hirdetéséből.
A Rammsteint ezzel a kislemezzel jelölték a 48. Grammy Díjátadón.

## Élő előadás
Ez a szám az egyik legfigyelemreméltóbb a 2004-2005-ös Reise, Reise turnéról. Úgy kezdődik, hogy Till Lindemann egy hatalmas üstöt húz elő a színpad hátsó részéről. Vérrel leöntött szakácsjelmezben van, mikrofonja végére pedig egy hatalmas henteskés van erősítve. Az üstből Christian Lorenz tűnik föl, karjaira fémhengerek vannak szerelve. A szám alatt szintetizátoron játszik. A második kórus után Till egy lángszórót vesz elő, melyet az üst aljára irányít, és „megsüti” Flaket. Flake kimászik az üstből, és elkezd futni a színpadon, míg a karjára szerelt hengerekből lángok csapnak föl. Az előadásról Flake így nyilatkozott:
Sok dolog, amit csinálok, nem túl élvezetes. Olyan, mint egy hideg zuhany: Először nem akarod, de ha már túl vagy rajta, jobb. Nagyon forró tud lenni a színpadon. Ha nem vigyázok, megégethetem az ujjaimat. Vagy Till eltalálja a fejemet és meggyullad a hajam, vagy elcsúszom. Minden megtörténhet: Kimászom az üstből, nem tudok megkapaszkodni rendesen, és elesek. Ha a rakéták túl hamar kapnak lángra, akkor kapok egyet az arcomra. Ez mind megtörténhet.

## Videó
A videót Berlinben forgatták 2004. június másodikán és harmadikán. A rendező Zoran Bihac volt, ő rendezte az együttes Links 2 3 4 című számához is a klipet.
A videóban Till látható, amint egy angyal orálisan kielégíti, majd ezután Till megeszi a szárnyait. Flake balettozik, Paul Landers pedig őrülten rázza magát. Richard Z. Kruspe hasonmásával birkózik, Oliver görcsösen vonaglik a földön, majd az együttes tagjai a sárban verekednek. A videó végén a berlini aluljáróból másznak elő, míg Christoph Schneider Armin Meiwes anyjának öltözve pórázon vezeti őket. Meiwes 2006-ban följelentette a Rammsteint, a vád szerint az együttes elferdítette a történetet. A per eredményét nem hozták nyilvánosságra.

## Számok
1. Mein Teil
2. You are what you eat Edit (Pet Shop Boys Remix)
3. Return to New York Buffet Mix (Arthur Baker Remix)
4. There are no guitars on This Mix (Pet Shop Boys Remix)

## Külső hivatkozások
- Dalszöveg németül és angolul Archiválva 2011. július 18-i dátummal a Wayback Machine-ben